# Grand Prix Formule 1 van Italië 1956
De Grand Prix Formule 1 van Italië 1956 werd gehouden op 2 september op het Autodromo Nazionale Monza in Monza. Het was de achtste en laatste race van het seizoen.

## Uitslag
| Pos. | Nr. | Coureur                                | Constructeur   | Rondes | Tijd / Oorzaak uitval | Grid | Punten |
| ---- | --- | -------------------------------------- | -------------- | ------ | --------------------- | ---- | ------ |
| 1    | 36  | Stirling Moss                          | Maserati       | 50     | 2:23:41.3             | 6    | 9S     |
| 2    | 26  | Peter Collins Juan Manuel Fangio       | Ferrari        | 50     | +5,7 s                | 7    | 3      |
| 3    | 4   | Ron Flockhart                          | Connaught-Alta | 49     | +1 Ronde              | 26   | 4      |
| 4    | 38  | Paco Godia                             | Maserati       | 49     | +1 Ronde              | 18   | 3      |
| 5    | 6   | Jack Fairman                           | Connaught-Alta | 47     | +3 Rondes             | 16   | 2      |
| 6    | 40  | Luigi Piotti                           | Maserati       | 47     | +3 Rondes             | 15   |        |
| 7    | 14  | Toulo de Graffenried                   | Maserati       | 46     | +4 Rondes             | 19   |        |
| 8    | 22  | Juan Manuel Fangio Eugenio Castellotti | Ferrari        | 46     | +4 Rondes             | 1    |        |
| 9    | 12  | André Simon                            | Gordini        | 45     | +5 Rondes             | 25   |        |
| 10   | 42  | Gerino Gerini                          | Maserati       | 42     | +8 Rondes             | 17   |        |
| 11   | 44  | Roy Salvadori                          | Maserati       | 41     | +9 Rondes             | 14   |        |
| DNF  | 28  | Luigi Musso                            | Ferrari        | 47     | Stuurfout             | 3    |        |
| DNF  | 46  | Umberto Maglioli Jean Behra            | Maserati       | 42     | Stuurfout             | 13   |        |
| DNF  | 18  | Harry Schell                           | Vanwall        | 32     | Transmissie           | 10   |        |
| DNF  | 32  | Jean Behra                             | Maserati       | 23     | Magneet               | 5    |        |
| DNF  | 48  | Bruce Halford                          | Maserati       | 16     | Motor                 | 22   |        |
| DNF  | 20  | Maurice Trintignant                    | Vanwall        | 13     | Transmissie           | 11   |        |
| DNF  | 16  | Piero Taruffi                          | Vanwall        | 12     | Olielek               | 4    |        |
| DNF  | 24  | Eugenio Castellotti                    | Ferrari        | 9      | Band                  | 2    |        |
| DNF  | 34  | Luigi Villoresi Joakim Bonnier         | Maserati       | 7      | Motor                 | 8    |        |
| DNF  | 10  | Robert Manzon                          | Gordini        | 7      | Chassis               | 23   |        |
| DNF  | 30  | Alfonso de Portago                     | Ferrari        | 6      | Band                  | 9    |        |
| DNF  | 2   | Les Leston                             | Connaught-Alta | 6      | Ophanging             | 20   |        |
| DNF  | 8   | Hernando da Silva Ramos                | Gordini        | 3      | Motor                 | 21   |        |
| DNS  | 50  | Wolfgang von Trips                     | Ferrari        |        | Ongeluk               |      |        |

## Statistieken
| Pole-position | Juan Manuel Fangio | Ferrari  | 2:42.6 |
| Snelste ronde | Stirling Moss      | Maserati | 2:45.5 |

## Noot
- Dit was het debuut voor de Britse coureur Les Leston, de Duitse coureur (en toekomstig Grand Prix-winnaar) Wolfgang von Trips en de Zweedse coureur (en toekomstig Grand Prix-winnaar) Jo Bonnier - de eerste Zweedse coureur in Formule 1.
- Dit was de vijftigste race voor een Italiaanse coureur en de 25ste race voor een Zwitserse coureur.
- Eerste rondes als raceleider voor Luigi Musso.
- Vijfde podiumplaats voor Peter Collins en eerste podiumplaats voor Ron Flockhart.
- Dit was de 23ste, 24ste en 25ste podiumplaats voor een Britse coureur.
- Dit was de vierde wereldtitel voor Juan Manuel Fangio en voor een Argentijnse coureur. Dit was tevens de derde opeenvolgende titel voor Fangio, en daarmee verbrak hij het oude record van Alberto Ascari (2) uit 1953. Dit record van drie opeenvolgende titels werd uiteindelijk geëvenaard door Michael Schumacher in 2002, Sebastian Vettel in 2012, Lewis Hamilton in 2019 en Max Verstappen in 2023.

1921 · 1922 · 1923 · 1924 · 1925 · 1926 · 1927 · 1928 · 1931 · 1932 · 1933 · 1934 · 1935 · 1936 · 1937 · 1938 · 1947 · 1948 · 1949 · 1950 · 1951 · 1952 · 1953 · 1954 · 1955 · 1956 · 1957 · 1958 · 1959 · 1960 · 1961 · 1962 · 1963 · 1964 · 1965 · 1966 · 1967 · 1968 · 1969 · 1970 · 1971 · 1972 · 1973 · 1974 · 1975 · 1976 · 1977 · 1978 · 1979 · 1980 · 1981 · 1982 · 1983 · 1984 · 1985 · 1986 · 1987 · 1988 · 1989 · 1990 · 1991 · 1992 · 1993 · 1994 · 1995 · 1996 · 1997 · 1998 · 1999 · 2000 · 2001 · 2002 · 2003 · 2004 · 2005 · 2006 · 2007 · 2008 · 2009 · 2010 · 2011 · 2012 · 2013 · 2014 · 2015 · 2016 · 2017 · 2018 · 2019 · 2020 · 2021 · 2022 · 2023 · 2024 · 2025
Als eretitel: 1923 (Italië) · 1924 (Frankrijk) · 1925 (België) · 1926 (San Sebastián) · 1927 (Italië) · 1928 (Italië) · 1930 (België) · 1947 (België) · 1948 (Zwitserland) · 1949 (Italië) · 1950 (Groot-Brittannië) · 1951 (Frankrijk) · 1952 (België) · 1954 (Duitsland) · 1955 (Monaco) · 1956 (Italië) · 1957 (Groot-Brittannië) · 1958 (België) · 1959 (Frankrijk) · 1960 (Italië) · 1961 (Duitsland) · 1962 (Nederland) · 1963 (Monaco) · 1964 (Groot-Brittannië) · 1965 (België) · 1966 (Frankrijk) · 1967 (Italië) · 1968 (Duitsland) · 1972 (Groot-Brittannië) · 1973 (België) · 1974 (Duitsland) · 1975 (Oostenrijk) · 1976 (Nederland) · 1977 (Groot-Brittannië)
Als alleenstaande race: 1983 · 1984 · 1985 · 1993 · 1994 · 1995 · 1996 · 1997 · 1999 · 2000 · 2001 · 2002 · 2003 · 2004 · 2005 · 2006 · 2007 · 2008 · 2009 · 2010 · 2011 · 2012 · 2016